# Premios Peabody
Los Premios George Foster Peabody, conocidos como Premios Peabody (en inglés George Foster Peabody Awards y Peabody Awards), son unos premios anuales internacionales que se entregan a la excelencia de emisiones de radio o televisión en Estados Unidos. El primero fue otorgado en 1941 para los programas del año anterior; eran considerados los más antiguos honores en los medios electrónicos. Los premios son administrados por la Escuela Henry W. Grady de Periodismo y Comunicación de Masas en la Universidad de Georgia (UGA). Los premios se nombran de este modo por el empresario y filántropo George Foster Peabody. Como parte de sus actividades filantrópicas, Peabody donó los fondos que crearon estos premios. 
Los Premios Peabody son generalmente considerados como los más prestigiosos premios de honor y distinción en los Estados Unidos a los logros dentro de los ámbitos de la emisión periodística, elaboración de documentales, programas educativos, programación infantil y el entretenimiento.Los Premios Peabody fueron inicialmente otorgados solo para la radio, pero en 1948 se introdujeron los premios de televisión. A finales de la década de 1990 se agregaron las categorías adicionales para el material que se distribuye a través de Internet.
En 2013 se le otorgó a Paul Watson (periodista), un premio Peabody, por el documental dirigido por Martyn Burke, al que se le tituló, Under Fire: Journalists in Combat.